# Marc Seguin
Marc Seguin (Annonay, 20 april 1786 — aldaar, 24 februari 1875) was een Franse ingenieur. Hij vond in 1824 samen met zijn broer Camille (1793-1852) de hangbrug uit. Een eerste hangbrug over de Rhône werd geopend in 1824. In 1826 leidde hij de bouw van de spoorlijn van Saint-Étienne naar Lyon en hij ontwierp de eerste spoortunnels in Frankrijk.
In 1827 vond hij de stoomketel met vlampijpen uit. Het prototype van de stoomlocomotief, gebouwd in 1829, was de "Marc Seguin". In 1987 is hiervan een werkende replica gebouwd.
Hij is een van de 72 Fransen wier namen in reliëf op de Eiffeltoren zijn aangebracht.

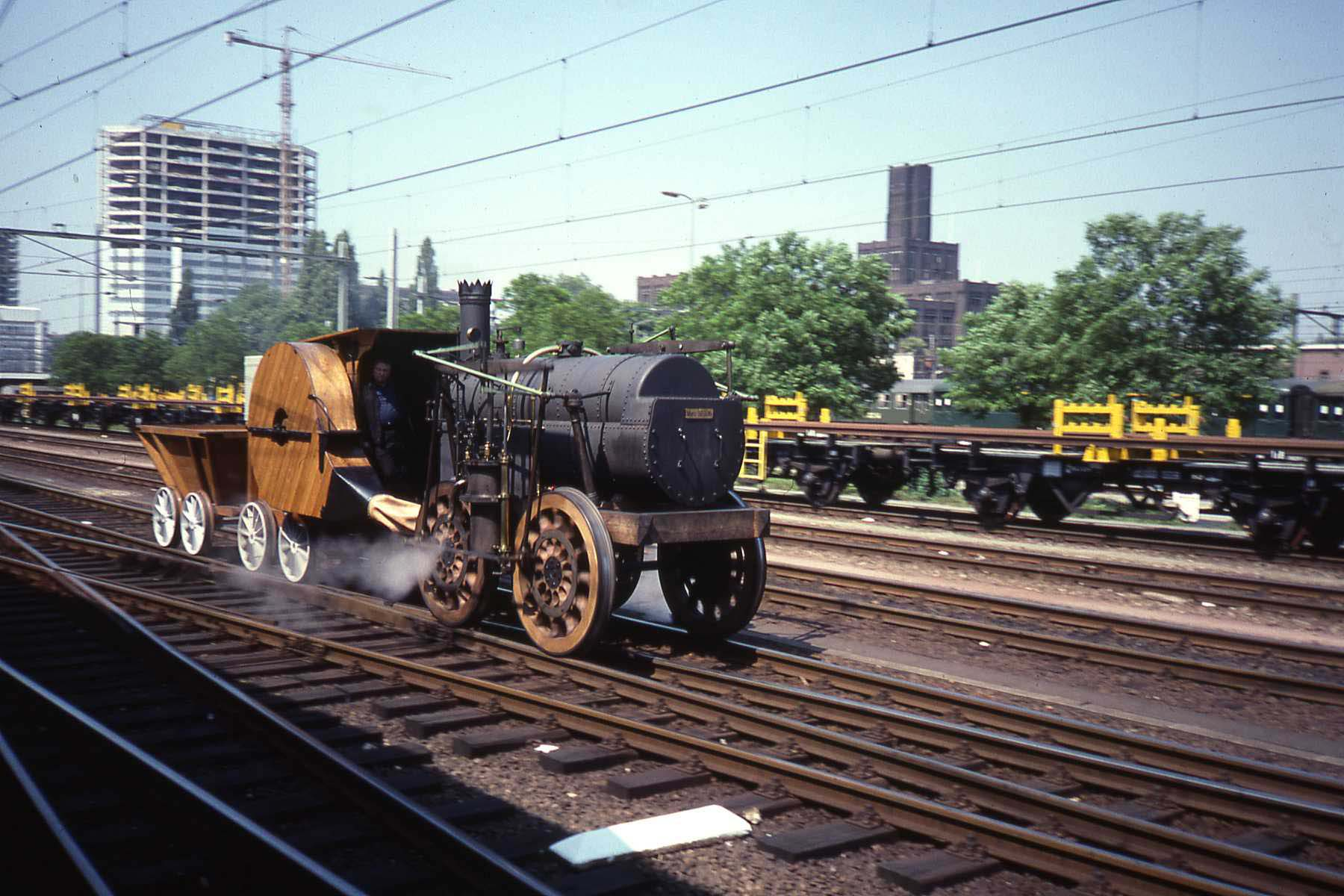
De replica "Marc Seguin" tijdens de viering van 150 jaar spoorwegen in Utrecht.

- Biblioteca Nacional de España: XX1436312
- Bibliothèque nationale de France: cb12462063r (data)
- CiNii: DA07815272
- Gemeinsame Normdatei: 121574660
- International Standard Name Identifier: 0000 0001 0893 2142
- Library of Congress Control Number: n86825869
- Base Léonore: LH//2493/42
- Réseau des bibliothèques de Suisse occidentale: 02-A012757993
- Système universitaire de documentation: 033794359
- Union List of Artist Names: 500006231
- Virtual International Authority File: 44396309
- WorldCat: E39PBJjxvW8CTFQvbvQpDGF9Xd